# Distrito de Almora
Almora (en hindi: अल्मोड़ा जिला) es un distrito de la India en el estado de Uttarakhand. Código ISO: IN.UL.AL.
Comprende una superficie de 3090 km².
El centro administrativo es la ciudad de Almora.

## Demografía
Según censo 2011 contaba con una población total de 621927 habitantes, de los cuales 331 513 eran mujeres y 290 114 varones.